# Máy gieo hạt

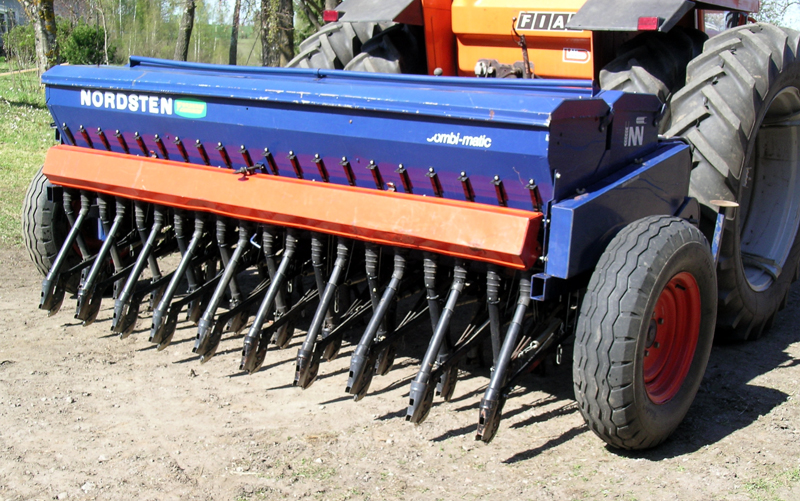
Một máy gieo hạt điển hình

Máy gieo hạt là thiết bị dùng để gieo hạt chính xác. Trước khi máy gieo hạt xuất hiện, phương pháp gieo hạt được thực hiện bằng tay. Phương pháp này vừa lãng phí, vừa thiếu chính xác, dẫn đến việc phân bố hạt giống không đều và làm giảm hiệu suất. Việc sử dụng máy gieo hạt có thể tăng hiệu suất lên tới 8 lần.

## Mô tả
Trong phương pháp trồng trọt cũ, người ta sẽ cày thành từng luống. Sau đó gieo hạt bằng cách rải các hạt giống. Hạt giống nằm trên các luống cày được bảo vệ khỏi thời tiết xấu, sự xói mòn tự nhiên, và giẫm đạp của con người tốt hơn là nằm phơi ra ngoài trời. Kết quả là cây được trồng ngay hàng thẳng lối, nhưng cũng có một lượng lớn cây xanh nằm ra ngoài các luống cày.

### Cách dùng

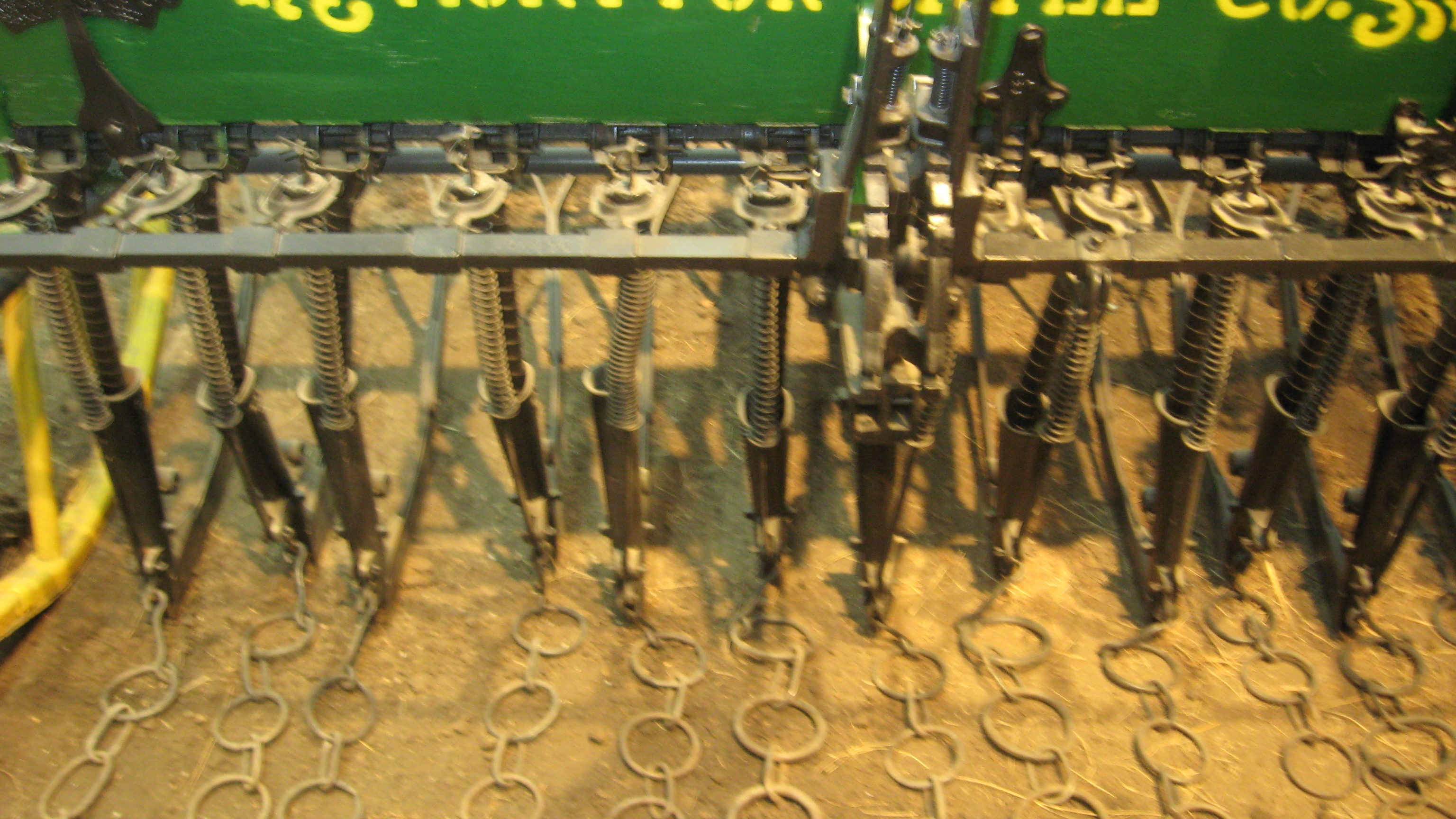
1902 model 12-run seed drill produced by Monitor Manufacturing Company, Minneapolis, Minnesota.

## Lịch sử

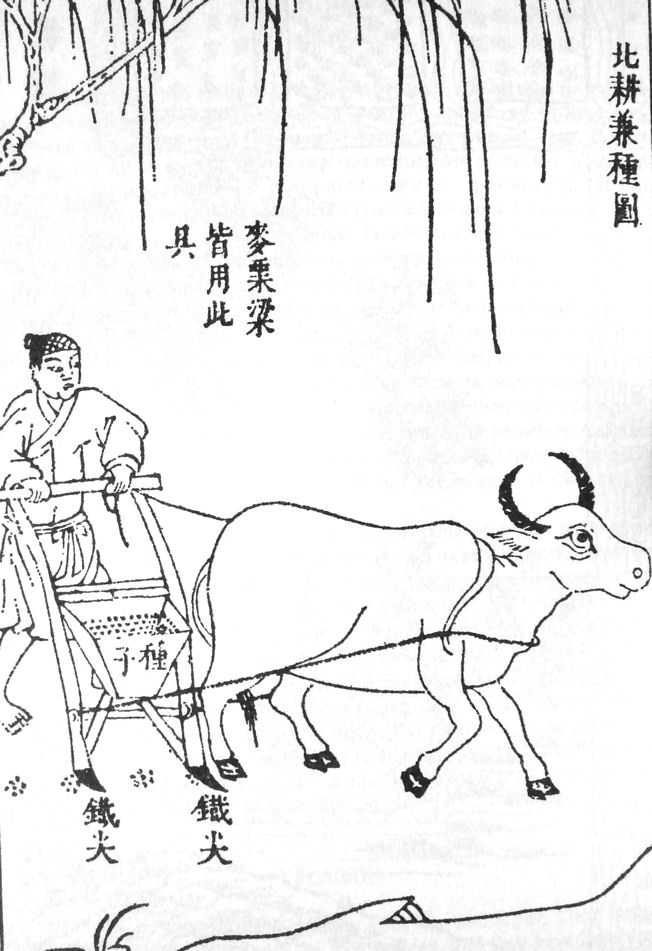
Máy gieo hạt ống đôi của Trung Quốc, do Tống Ứng Tinh trình bày trong từ điển bách khoa Thiên công khai vật (1637)